# Campionato mondiale cross country rally
Il Campionato mondiale cross country rally (o anche Cross Country Rallies World Championship), è un campionato mondiale organizzato per la prima volta dalla Federazione Internazionale di Motociclismo nel 1999, riservato alle motociclette da rally raid.

## Storia
Il campionato mondiale Rally Cross Country viene disputato per la prima volta nel 1999. Viene organizzato dalla Federazione con l'intento di incanalare in un calendario organizzato le numerose manifestazioni rallistiche che fino ad allora si svolgevano in maniera del tutto scoordinata. Il trofeo assegnato nelle prime stagioni è una semplice "coppa del mondo", ma la partecipazione numerosa dei piloti fin dalla prima edizione spinge la FIM a istituire solo pochi anni dopo un vero e proprio "campionato mondiale".
La prima edizione del neonato campionato è datata 2003 e viene vinta dal francese Cyril Despres. Già dall'anno successivo il regolamento viene rivoluzionato, istituendo classifiche separate in base alla cilindrata delle motociclette. Nel 2008 vengono assegnati ben 4 titoli in base a cilindrate e tipologie di modifiche concesse ai mezzi ("sport" indica i motoveicoli con maggiore libertà di intervento).

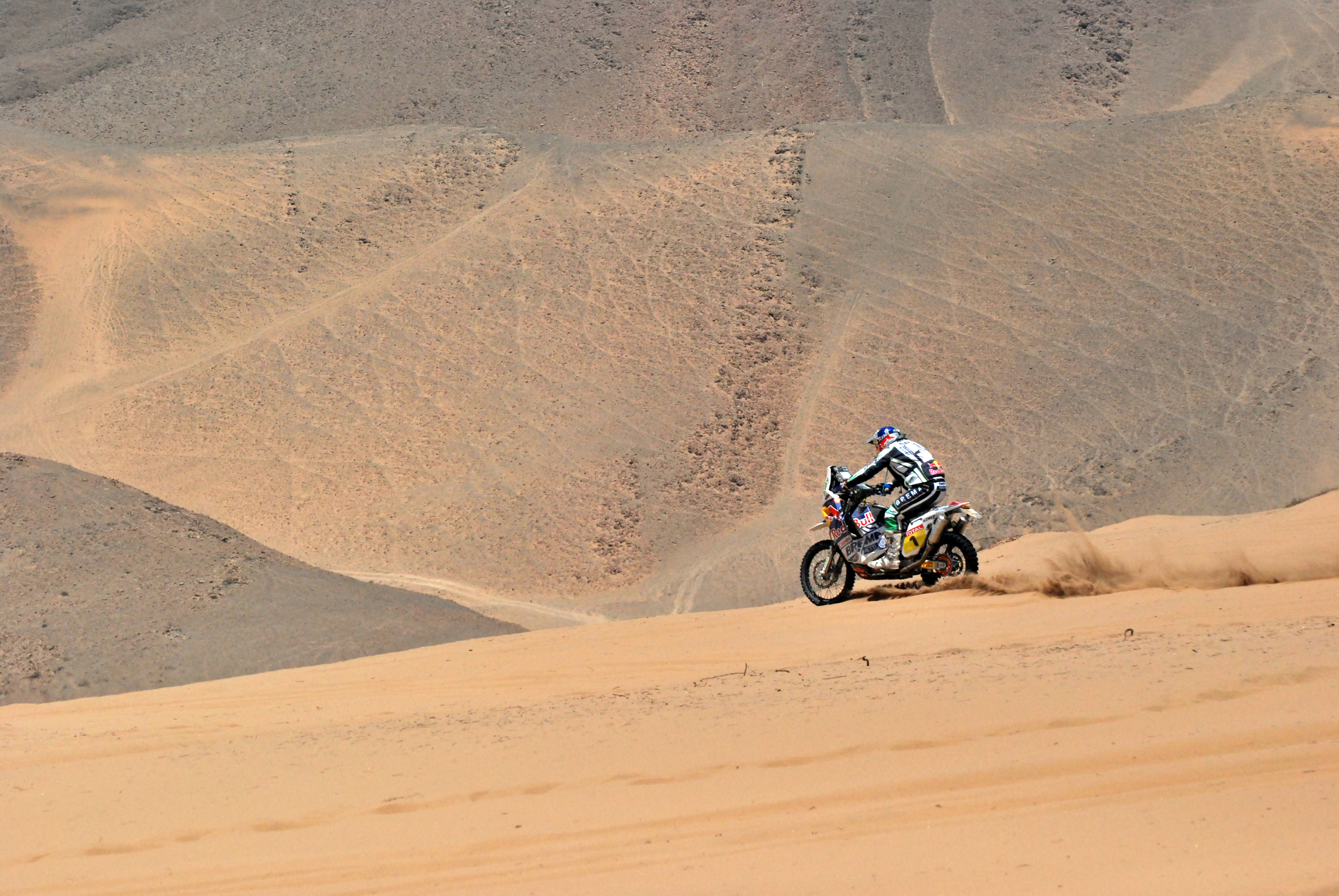
Marc Coma, vincitore del mondiale 2010

Nel 2009 torna in auge la categoria unica, mentre il 2010 vede nuovamente l'istituzione di due categorie in base alla cubatura del motore. A partire dal 2011, l'unica classe ad assegnare il titolo mondiale è la 450; le motociclette di cilindrata superiore concorrono invece per una Coppa del mondo.
Il campionato principale è inoltre affiancato dai trofei dedicati alle donne e ai quad.

### Mondiale 2011
Nel 2011, in virtù di piazzamenti regolari (una vittoria e tre secondi posti), si è aggiudicato il mondiale il pilota portoghese Hélder Rodrigues, su Yamaha. Già terzo al Rally Dakar 2011, alle spalle dei piloti KTM Marc Coma e Cyril Despres (sei vittorie alla Dakar, tre a testa alternativamente, nelle ultime sei edizioni), ha invece messo alle spalle Marc Coma, che pure si era aggiudicato tre delle quattro prove.
Calendario
- Abu Dhabi Desert Challenge (vincitore Marc Coma)
- Rally di Tunisia (vincitore Hélder Rodrigues)
- Sardegna Rally Race (vincitore Marc Coma)
- Rally dei Faraoni (vincitore Marc Coma)

## Regolamento
Il regolamento tecnico restringe la partecipazione a motociclette di normale produzione e in vendita al pubblico. Sono naturalmente consentite modifiche allo scopo di migliorare le prestazioni e la sicurezza. Tutti i mezzi impegnati in questo campionato devono comunque essere omologati e in regola con il codice della strada; devono inoltre rispettare la Convenzione di Vienna del 1968.
La categoria principale, a partire dal 2011 è quella per motociclette con cilindrata fino a 450 cm³ e fino a 2 cilindri. Il trofeo Open, aperto a moto di cilindrata maggiore, prevede cubature fino a 1300 cm³ e motori fino a 2 cilindri. Le motociclette non sono soggette ad alcun limite riguardante il peso minimo e possono montare serbatoi aggiuntivi fino ad un massimo di 35 litri.
Sono ammessi quad a 2 o 4 ruote motrici con motorizzazioni di vario tipo. Le cilindrate massime sono comunque limitate a 900 cm³ per motori monocilindrici o bicilindrici a 4 tempi; 500 cm³ per motori a 2 tempi monocilindrici. Il serbatoio non può in questo caso superare i 45 litri.
Il regolamento rally raid prevede inoltre un equipaggiamento di emergenza per tutti i piloti partecipanti comprendente, tra le altre cose: una riserva di 3 litri d'acqua potabile sulla motocicletta e di 2 litri addosso al motociclista; una razione di cibo, una torcia, un accendino, dei fumogeni e una coperta termica.

### Punteggio
Al contrario di quanto avviene per tutti gli altri campionati motociclistici organizzati dalla Federazione Internazionale, è curioso notare come entrino in classifica generale tutti i piloti che giungano all'arrivo di una delle prove in calendario.
Il regolamento, pur premiando maggiormente i primi classificati, prevede infatti l'assegnazione di un punto a tutti i piloti che riescano a raggiungere il traguardo dell'ultima tappa, anche oltre il 20º posto.

## Albo d'oro
Le seguenti tabelle riportano i vincitori dei campionati Rally organizzati dalla FIM (a sinistra i titoli piloti, a destra i titoli costruttori).
Il corsivo indica i trofei e le coppe del mondo, cioè competizioni che non avevano lo status di "Campionati mondiali".
| Anno | Classe unica                   | Classe unica             | Classe unica            | Classe unica            |
| ---- | ------------------------------ | ------------------------ | ----------------------- | ----------------------- |
| 1999 | Thierry Magnaldi               | Thierry Magnaldi         | Thierry Magnaldi        | Thierry Magnaldi        |
| 2000 | Fabrizio Meoni                 | Fabrizio Meoni           | Fabrizio Meoni          | Fabrizio Meoni          |
| 2001 | Carlo de Gavardo               | Carlo de Gavardo         | Carlo de Gavardo        | Carlo de Gavardo        |
| 2002 | Richard Sainct                 | Richard Sainct           | Richard Sainct          | Richard Sainct          |
| 2003 | Cyril Despres (KTM)            | Cyril Despres (KTM)      | Cyril Despres (KTM)     | Cyril Despres (KTM)     |
|      | 450                            | 450                      | Open                    | Open                    |
| 2004 | Carlo de Gavardo               | Carlo de Gavardo         | Pål Anders Ullevålseter | Pål Anders Ullevålseter |
| 2005 | Carlo de Gavardo               | Carlo de Gavardo         | Marc Coma               | Marc Coma               |
| 2006 | Francisco López Contardo       | Francisco López Contardo | Marc Coma               | Marc Coma               |
| 2007 | Jacek Czachor                  | Jacek Czachor            | Marc Coma               | Marc Coma               |
|      | Production                     | Sport                    | Production              | Sport                   |
| 2008 | Jacek Czachor                  | Victor Rivera            | Marek Dąbrowski         | Oscar Polli             |
|      | Classe unica "Superproduction" |                          |                         |                         |
| 2009 | Cyril Despres (KTM)            | Cyril Despres (KTM)      | Cyril Despres (KTM)     | Cyril Despres (KTM)     |
|      | 450                            | 450                      | Over 450                | Over 450                |
| 2010 | David Casteu (Sherco)          | David Casteu (Sherco)    | Marc Coma (KTM)         | Marc Coma (KTM)         |
| 2011 | Hélder Rodrigues(Yamaha)       | Hélder Rodrigues(Yamaha) | Marek Dąbrowski (KTM)   | Marek Dąbrowski (KTM)   |

| Anno | Classe unica                   | Classe unica | Classe unica | Classe unica |
| ---- | ------------------------------ | ------------ | ------------ | ------------ |
|      | -                              |              |              |              |
| -    |                                |              |              |              |
| -    |                                |              |              |              |
| -    |                                |              |              |              |
| 2003 | KTM                            | KTM          | KTM          | KTM          |
|      | 450                            | 450          | Open         | Open         |
| 2004 | KTM                            | KTM          | KTM          | KTM          |
| 2005 | KTM                            | KTM          | KTM          | KTM          |
| 2006 | KTM                            | KTM          | KTM          | KTM          |
| 2007 | KTM                            | KTM          | KTM          | KTM          |
|      | Production                     | Sport        | Production   | Sport        |
| 2008 | KTM                            | Honda        | KTM          | KTM          |
|      | Classe unica "Superproduction" |              |              |              |
| 2009 | KTM                            | KTM          | KTM          | KTM          |
|      | 450                            | 450          | Over 450     | Over 450     |
| 2010 | Yamaha Motor                   | Yamaha Motor | KTM          | KTM          |
| 2011 | KTM                            | KTM          | -            | -            |

Nel 2010 è stato assegnato anche un trofeo Production (per moto con cilindrata da 450 a 1300cm³) non riportato in tabella, vinto dal tedesco Tim Trenker (KTM).
La tabella di destra riporta i vincitori dei trofei assegnati dalla FIM in concomitanza con il più importante Campionato mondiale Rally: la Coppa del mondo Rally Cross Country femminile e la Coppa del mondo Rally Cross Country Quad.
Il trofeo femminile è nato nel 2003, in concomitanza con l'assegnazione del primo Campionato mondiale della specialità (in precedenza il campionato Cross Country era una semplice "Coppa del mondo"). Interrotta per quattro anni, l'assegnazione del trofeo è proseguita a partire dal 2009. Si noti che, a partire dal 2009, la classifica femminile non fa alcuna distinzione di cilindrata e di mezzo: rientrano infatti in classifica le moto e i quad di qualunque cubatura (fino ai limiti regolamentari).
Il trofeo quad-bike è invece stato assegnato ininterrottamente dal 2005.
| Anno | Trofeo femminile | Trofeo femminile | Trofeo quad             |
| ---- | ---------------- | ---------------- | ----------------------- |
| 2003 | Katrin Lyda      | Katrin Lyda      | -                       |
|      | 450              | Open             |                         |
| 2004 | Annie Seel       | Patricia Scheck  | -                       |
| 2005 | -                | -                | Ricardo Leal dos Santos |
| 2006 | -                | -                | Christophe Declerck     |
| 2007 | -                | -                | Sebastian Husseini      |
| 2008 | -                | -                | Karim Dilou             |
|      | Classe unica     |                  |                         |
| 2009 | Camelia Liparoti | Camelia Liparoti | Lionel Laine            |
| 2010 | Camelia Liparoti | Camelia Liparoti | Rafal Sonik             |
| 2011 | Camelia Liparoti | Camelia Liparoti | Dmitry Pavlov           |